# Honduras Top 50
Honduras Top 50 är Honduras officiella spellista. Listplaceringarna baseras på speltiden i radio, och övervakas av stationer i San Pedro Sula, Tegucigalpa, La Ceiba, Puerto Cortés, Choluteca och Roaton. Listorna sammanställs avtidskriften Fuzion och publiceras av El Tiempo.